# Mugnaio

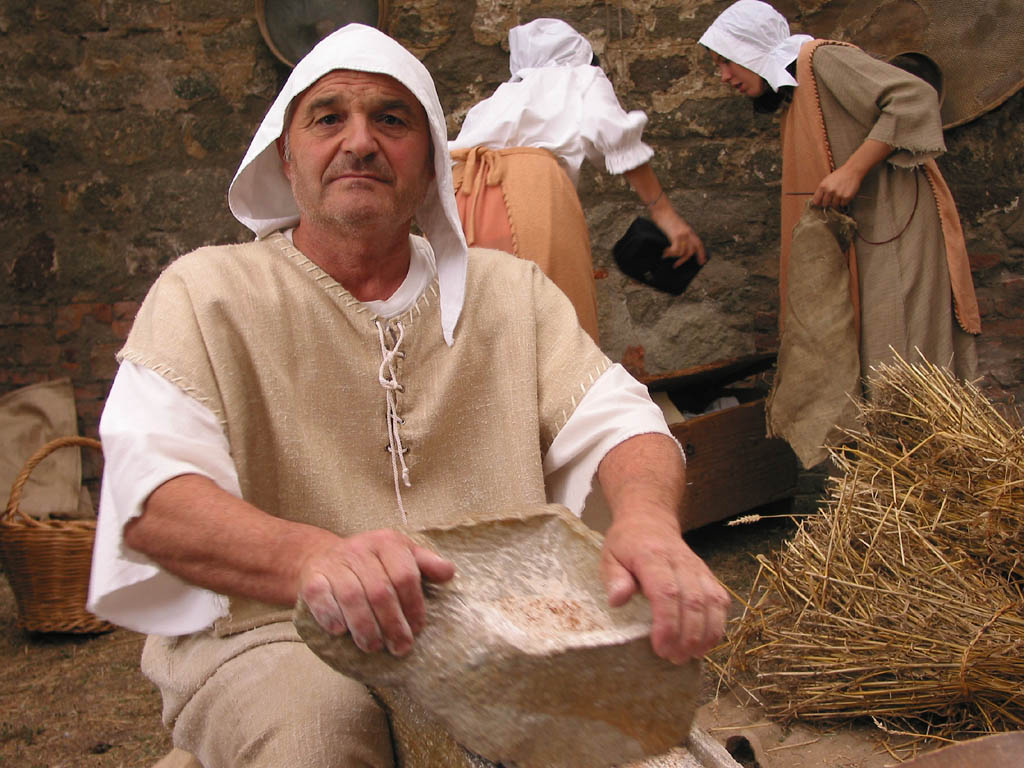
Uomo in costume da mugnaio del Medioevo ad un festival a Monselice.

Un mugnaio è un lavoratore che opera in un mulino, uno stabilimento che trasforma i cereali in farina. Quella del mugnaio è una fra le più antiche occupazioni dell'uomo e cognomi come Molino, Molinaro o Molinari sono abbastanza comuni in Italia, così come Miller nei paesi di lingua inglese, Müller in quelli di lingua tedesca e Meunier in quelli di lingua francese.

## Storia
La materia prima dei mugnai è costituita dai cereali in genere e particolarmente dal frumento. Nel campo dell'alimentazione la macinazione del cibo permette una più facile digestione dei nutrienti e salva l'usura dei denti. Nel settore non alimentare necessitano di una macinazione sostanze necessarie alla produzione delle malte, nel campo dei materiali da costruzione. Anche questi materiali necessitano di particolari tipi di mulini.

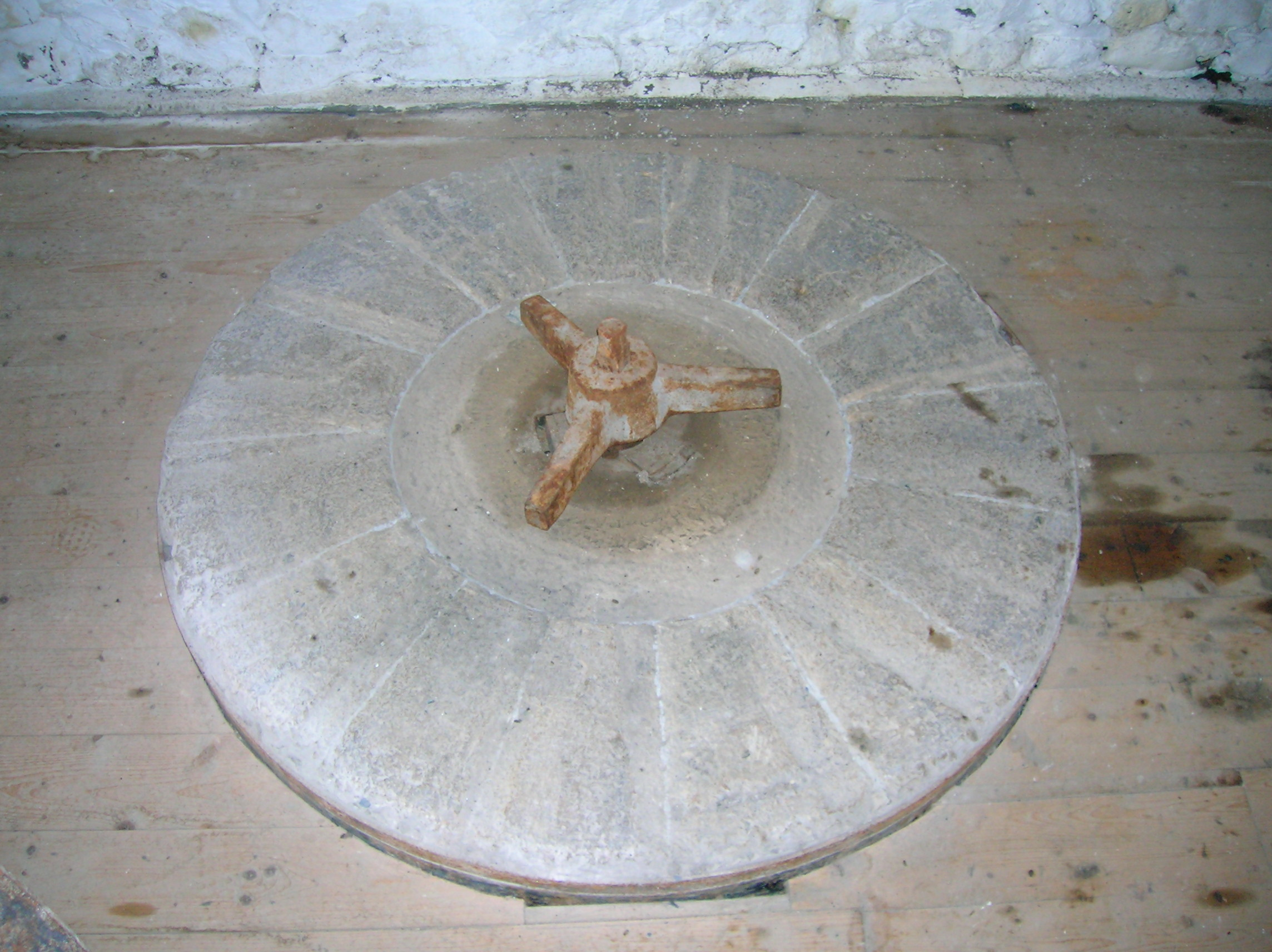
Macina in pietra in un mulino in Scozia.

Lo strumento di base per un mugnaio era la macina in pietra - semplicemente una grande pietra fissa sulla quale girava un'altra pietra mobile azionata in diverse maniere. A mano, per le più semplici e di piccole dimensioni, in modo simile ad un mortaio e pestello.
A seguito dello sviluppo della tecnologia, le macine sono state perfezionate ed i mulini vennero azionati da animali, acqua, vento e corrente elettrica. Gli addetti ai mulini vennero chiamati, e lo sono ancora oggi, mugnai.
In una società rurale tradizionale, i mugnai erano spesso più ricchi dei normali contadini, tanto da essere fatti segno di invidia e spesso presi di mira nelle rivolte del pane nei momenti di carestia. Di conseguenza, i mugnai erano spesso in una posizione più forte nei confronti dei proprietari terrieri feudali rispetto ai normali contadini.
Nel tradizionale carnevale d'Ivrea, si commemomora la "Mugnaia". La leggenda vuole che, il giorno delle sue nozze, Violetta (era questo il nome della ragazza, figlia di un mugnaio di Ivrea) fosse stata trascinata nel "Castellazzo" dal perfido tiranno deciso a reclamare lo ius primae noctis; ma Violetta, novella Giuditta, riuscì a far ubriacare il tiranno per poi tagliargli nel sonno la testa, dando così inizio – come recitano le parole della Canzone del Carnevale - alla sollevazione popolare e all'abbattimento del maniero del tiranno.
Nessuna vicenda storica suffraga puntualmente la leggenda, dal momento che i marchesi del Monferrato, pur tentando nel corso del XII secolo di signoreggiare su Ivrea, non riuscirono mai a stabilirvi durevolmente il proprio dominio.

## Nelle arti e nei media

### Cinema
- La Jeune Fille sans mains, regia di Sébastien Laudenbach (2016)